# Viktorijin otok
Viktorijin otok (eng. Victoria Island) je kanadski arktički otok smješten u saveznim teritorijima Sjeverozapadni teritoriji i Nunavut. Otok ima površinu od 217.291 km², što ga čini drugim najvećim otokom u Kanadi i devetim najvećim otokom svijeta. Zapadna trećina otoka pripada regiji Inuvik u Sjeverozapadnim teritorijima dok je ostatak dio regije Kitikmeot u Nunavutu. Sjeverno od otoka nalazi se Melvilleovo more, istočno su prolazi Clintock i Victoria, a od kopna otok odvajaju prolaz Dease i zaljev Coronation. Zapadno se nalaze Amundsenov zaljev i otok Banks.
Prema popisu stanovništva iz 2001. na otoku je živjelo 1.707 ljudi, od toga 1.309 u dijelu koji pripada Nunavutu, a 398 u dijelu koji pripada Sjeverozapadnim teritorijima. Na otoku se nalaze samo dva naselja - veći Cambridgeski zaljev na jugoistočnoj obali i manji Holman na zapadnoj obali.